# Euprosthenopsis armata
Euprosthenopsis armata là một loài nhện trong họ Pisauridae.
Loài này thuộc chi Euprosthenopsis. Euprosthenopsis armata được Embrik Strand miêu tả năm 1913.